# 黄纹拟啄木鸟
黄纹拟啄木鸟（学名：Psilopogon faiostrictus）为须鴷科拟啄木属的鸟类。该物种的模式产地在越南。

## 亚种
- 黄纹拟啄木鸟广东亚种（学名：Psilopogon faiostrictus praetermissa）。在中国大陆，分布于广东等地。该物种的模式产地在广东。[2]

## 擴展閱讀
維基物種上的相關：黄纹拟啄木鸟